# Господар и заповедник: Далека страна света
Господар и командант: Далека страна света је америчка епскa ратнa драмa из 2003. године, чији је косценариста, продуцент и режисер Питер Вир. Дешавања у филму су смештена током Наполеонових ратова. Радња и ликови филма су адаптирани из три романа из романа аутора Патрика О’Брајана, која укључује 20 завршених романа о поморској каријери Џека Обрија. У филму глуме Расел Кроу као Обри, капетан Краљевске морнарице, и Пол Бетани као др Стивен Матурин, бродски хирург. Ово је друга сарадња на екрану за Кроуа и Бетани, од којих су обоје раније глумили у филму Блистави ум из 2001. године.
Филм је био лични пројекат извршног директора Фокса Тома Ротмана, који је регрутовао Вира да води пројекат. Снимање се одвијало на отвореном мору, на репликама бродова у резервоарима за воду Баја студија и на острвима Галапагос . Филм, чија је израда коштала 150 милиона долара, био је копродукција 20th Century Studios, Miramax, Universal Pictures и Samuel Goldwin Films, а објављен је 14. новембра 2003. године. Био је умерен успех на благајнама, зарадио је 212 милиона долара широм света.
Филм је био добро примљен од стране критике и добио је Виру награду БАФТА за најбољу режију. На 76. додели Оскара, филм је номинован за 10 Оскара, укључујући најбољи филм и најбољу режију. Освојио је најбољу фотографију и најбољу монтажу звука, али је у осталим категоријама победио Господар прстенова: Повратак краља. У јуну 2021. најављено је да је преднаставак филма у активном развоју.

### Снимање
Уложени су велики напори да се репродукује аутентични изглед и осећај живота на броду ратног човека из раног деветнаестог века. Поред 2.000 шешира и 1.900 пари ципела, на глумце је утрошено око 400 фунти косе.
Међутим, само десет дана снимања се заправо одвијало на мору на Роузу (репродукција поштанског брода ХМС Роуз из 18. века). Остале сцене су снимљене на реплици у пуној величини постављеној на кардане у резервоару запремине од скоро 20 милиона галона у студију Баја у Мексику, изграђеном за снимање Титаника (1997).
Секвенца олује је побољшана коришћењем дигитално компонованих снимака таласа који су стварно снимљени на модерној реплици Куковог подухвата. Сви глумци су добили темељну основу у поморском животу тог периода како би њихове представе биле што аутентичније. Бродски чамци коришћени у филму били су руске морнарице са шест и четири весла.
Господар и заповедник је био први недокументарни филм који је снимљен на локацији на Галапагосу. Снимање је трајало од јуна до новембра 2002.

### Критички одговор
На веб-сајту Rotten Tomatoes, 85% од 219 критичара дало је филму укупну позитивну рецензију, са просечном оценом 7,6/10. Консензус критичара сајта каже: „Груби шарм Расела Кроуа је добро искоришћен у овој мајсторској адаптацији романа Патрика О’Брајана. На Метакритик -у, филм има просечну оцену од 81 од 100 на основу 42 критичара, што указује на „универзално признање“. Публика коју је анкетирао CinemaScore дала је филму просечну оцену „Б+“ на скали од А+ до Ф.
Роџер Еберт дао је филму 4 звездице од 4, рекавши да "постиже да изгледа епски без губљења из вида човека". Критичар Њујорк тајмса А. О. Скот описао је филм као „невероватно забаван“. Међутим, Џејсон Епштајн, који је такође писао за Њујорк Тајмс, критиковао је филм, оспоравајући промене из романа, Кроуовог „једнодимензионалног акционог хероја“ и невероватне догађаје у сценарију.
Кристофер Хиченс дао је мешовиту рецензију: „Свака филмска адаптација О’Брајана мора да стоји или падне због успеха у представљању ове личности [др. Стивена Матурина]. На овоме филм ни не пада, а камоли стоји. Прескаче цео пројекат." (Филм потпуно изоставља чињеницу да је доктор и природњак такође шпијун за Енглеску – кључни елемент заплета у романима. ) Хиченс је ипак похвалио акционе сцене, написавши: „У једном погледу радња је у складу са својом измишљеном и стварном инспирацијом. Ово је било доба Блаја и Кука и путовања откривања, као и освајања, а када ХМС Surprise дође до острва Галапагос, добијамо лепо снимљену секвенцу о томе како се могло осећати зора научног просветљења.“
Рецензент филма San Francisco Chronicle, Мик ЛаСал, генерално је био разочаран и, након што је похвалио режисерово руковање сценама без дијалога, приметио је да је „Вир мање успешан као сценариста. Пошто нисам прочитао ниједан О’Брајанов роман, не могу да кажем да ли је грешка у Вировој адаптацији или у изворном материјалу, али на пола пута до 'Господара и команданта' пријатељство капетана и доктора почиње да изгледа шематски, као да су све позитивне особине које појединац може имати подељене подједнако између ова два момка, само да се свађају. Њихова интеракција поприма квалитетан квалитет, који подсећа на интеракцију ликова из „Звезданих стаза“. Схватили смо да је посебна авантура мало битна осим као излог за ове личности. Када се то догоди, прича која укључује француски брод губи велики део свог интересовања и сву своју опасност. „Господар и командант“ опстају на површини до краја, али то је све што се може рећи.“

### Признања
На 76. додели Оскара 2004. године, филм је добио десет номинација: најбоља кинематографија, најбоља монтажа звука, најбољи филм, најбоља режија, најбоља ликовна режија, најбољи костимограф, најбоља филмска монтажа, најбоља шминка, најбоље миксовање звука и најбољи визуелни ефекти. Освојио је награде за најбољу фотографију и најбољу монтажу звука, али је остале награде освојио Повратка краља. Филм је такође донео Виру награду БАФТА за најбољу режију.
У лето 2020. Vulture је приметио да је „филм зрео за поновну процену“. У јануару 2021. Кроу је јавно бранио филм од критика.
У јуну 2021. објављено је да је други филм у развоју од стране 20th Century Studios. Најављен је преднаставак заснован само на првом роману а сценарио је написао Патрик Нес.